# Albert Fuller Ellis
Sir Albert Fuller Ellis (Roma (Australia), 28 agosto 1869 – Auckland, 11 luglio 1951) è stato un prospettore neozelandese, impiegato dalla Pacific Island Company, conosciuto per aver scoperto i giacimenti di fosfato (guano) su Nauru e Ocean Island nel Pacifico centrale.

## Opere
- Ocean Island and Nauru; Their Story, Sydney, Australia: Angus and Robertson, limited, 1935, OCLC 3444055.